# Узкоколейная железная дорога Мещерского торфопредприятия
Узкоколе́йная желе́зная доро́га Мещёрского торфодобыва́ющего предприя́тия — промышленная узкоколейная железная дорога, проходящая по территории Мещёрского торфпредприятия в Клепиковском районе, Рязанской области. Максимальная длина — 46 километров, из них в постоянной эксплуатации на 2022 год находятся 3,5 километров. Открыта в посёлке Болонь в 1952 году, в настоящее время[когда?] осуществляется грузовое движение.

## История
Мещерское торфпредприятие находится в посёлке Болонь Клепиковского района Рязанской области. Дата основания — 1952 год. Первые линии узкоколейной железной дороги связали посёлок Болонь с торфомассивами. Начав с добычи торфяного топлива для ватных фабрик Рязанской области, предприятие к 1955 году стало основным поставщиком фрезерного топливного торфа Шатурской ТЭС. Торфопредприятие в 1963 году вошло в состав. На протяжении длительного времени составляющая единую сеть с узкоколейной железной дорогой Радовицкого торфпредприятия и Рязанско-Владимирской узкоколейной железной дорогой.

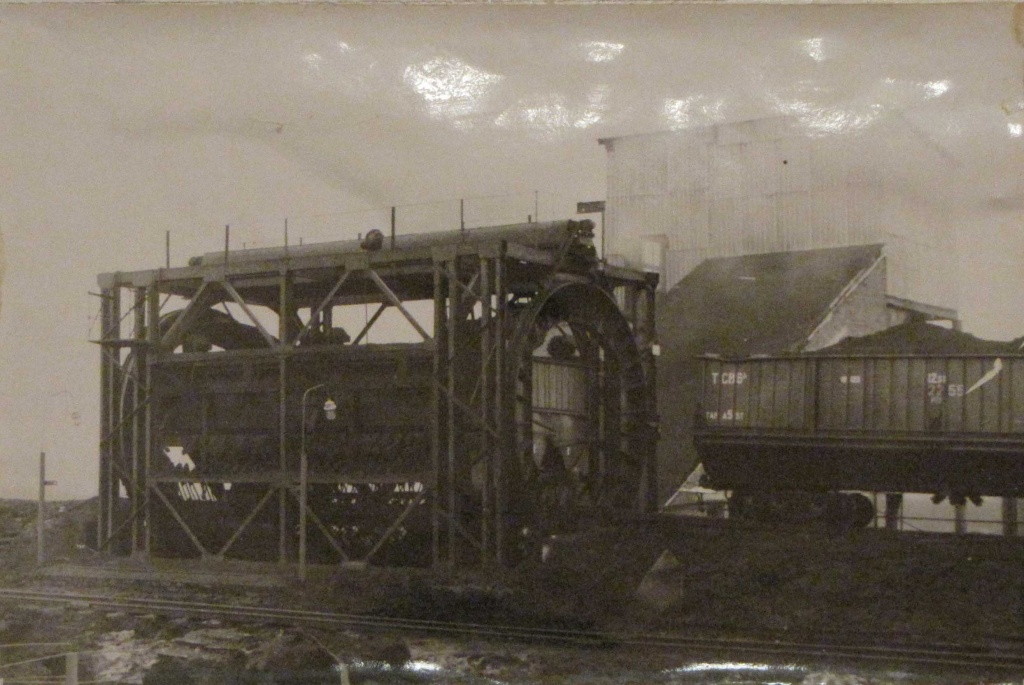
Вагоноопрокидыватель
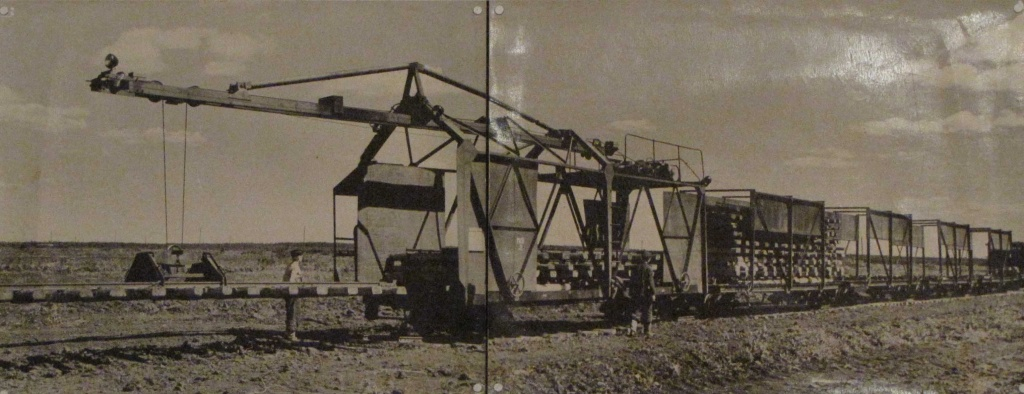
Путеукладчики ППР2МА
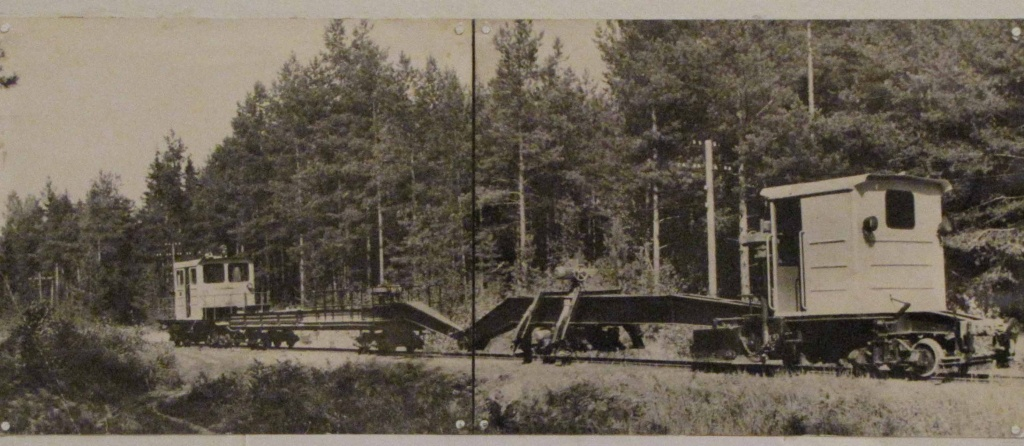
Путевой комбайн УПК1М
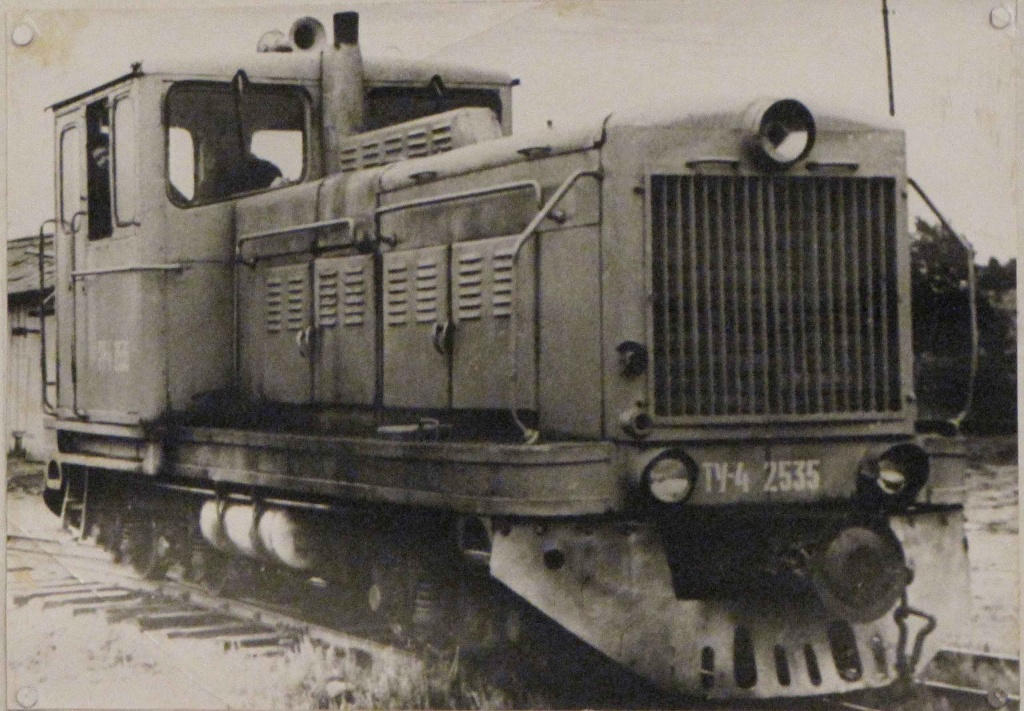
Тепловоз ТУ4-2535

### Современное состояние
В 2008 году предприятие покинуло «Шатураторф» и вошло в состав промышленной группы «Питэр Пит», в ведении предприятия находится узкоколейная железная дорога торфовозного назначения. Узкоколейная железная дорога действует круглогодично, осуществляя транспортировку торфа и перевозку рабочих к торфяникам. В 2013 году открылся новый завод по приготовлению и фасовке торфогрунта. В 2019 году дорога была заброшена. В октябре 2022 года движение возобновлено, перспективы работы неизвестны[прояснить].

## Подвижной состав

### Локомотивы
- ТУ4 - № 2314, 2314, 2054
- ТУ6А - № 2540
- ЭСУ2А - № 1003, 997, 684

### Вагоны
- Вагоны цистерны
- Хопперы-дозаторы
- Вагоны платформы
- Полувагоны для торфа
- Пассажирские вагоны ПВ40
- Вагон транспортёр для перевозки крупногабаритной торфодобывающей техники.

### Путевые машины
- Дрезина ПМД-3
- Снегоочистители
- Путеукладчики ППР2МА

## Фотогалерея

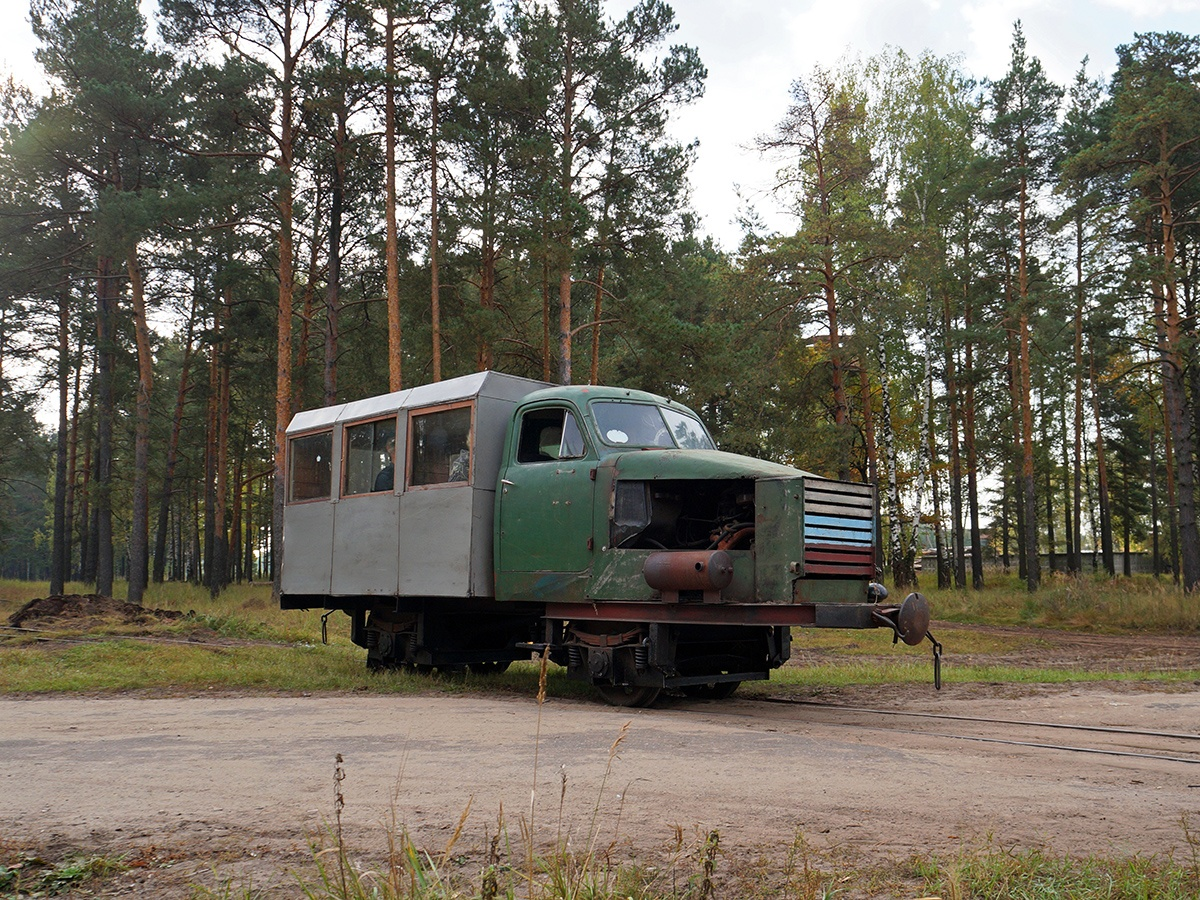
Дрезина ПМД-3 с рабочими следует на торфополя
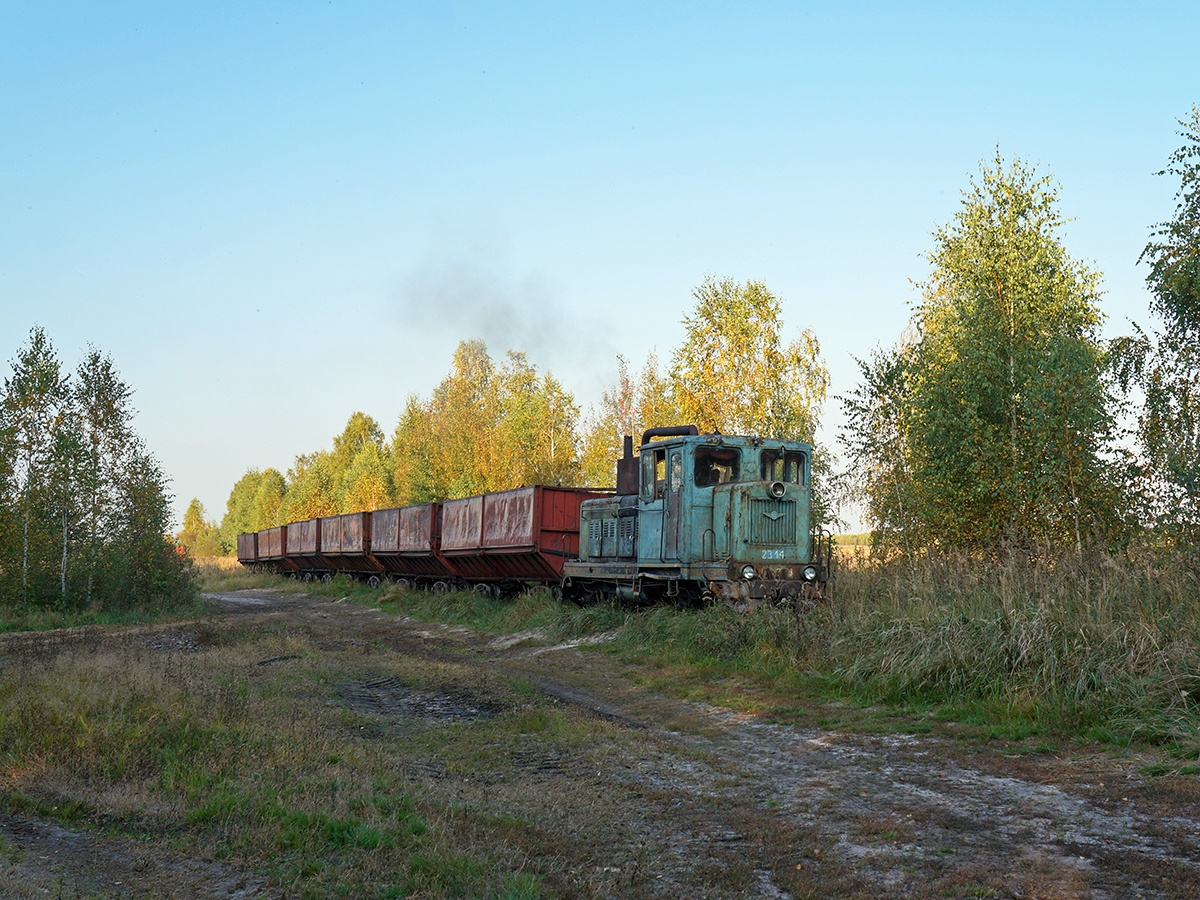
ТУ4-2314 с грузовым поездом следует в Болонь
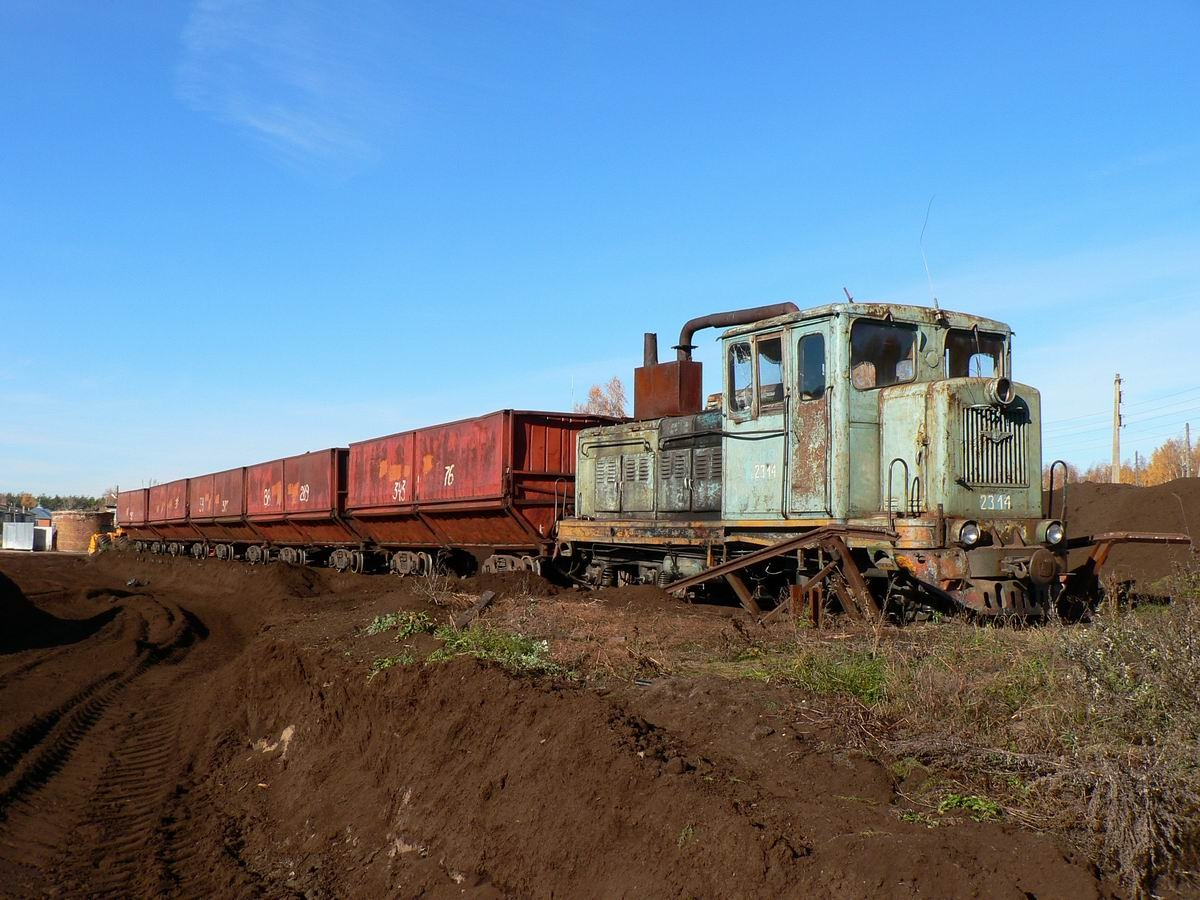
ТУ4-2314 с поездом на эстакаде
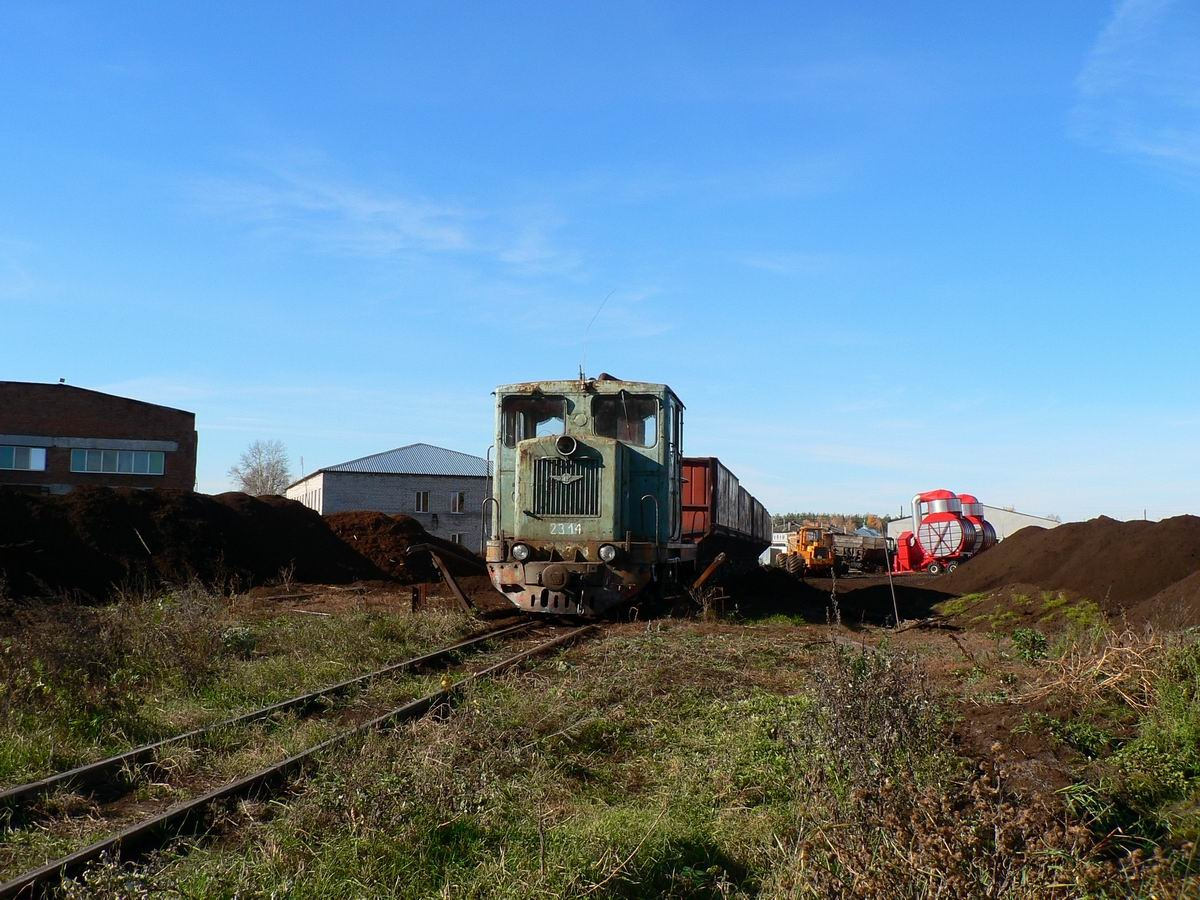
ТУ4-2314 с поездом на эстакаде